# Arrest Bijlmer noodweer
Het arrest Bijlmer noodweer (HR 23 oktober 1984, NJ 1986/56) is een uitspraak van de Nederlandse Hoge Raad die betrekking heeft op noodweerexces met een verboden vuurwapen.

## Casus
In de Amsterdamse woonwijk Bijlmermeer vonden destijds veel tasjesroven plaats die vaak op dezelfde wijze door twee jongemannen werden gepleegd. Omdat een vrouw al eens van haar tasje was beroofd, had ze illegaal een pistool gekocht en was lid geworden van een schietvereniging. In een lifthal van haar flatgebouw in de Bijlmer stond ze met een geladen pistool in haar jaszak op de lift te wachten. Daar werd ze overvallen door twee jongens (R. en G.) die haar tas wilden roven. Ze werd bruut vastgegrepen en met een mes bedreigd. Omdat een waarschuwingsschot niet hielp heeft ze nogmaals geschoten. R. werd dodelijk in de borst geraakt en strompelde weg. Toen G. terugkwam om alsnog haar tas te roven lag ze nog op de grond en heeft ze voor de tweede keer raak moeten schieten.
De vrouw werd vervolgd voor het schieten op haar belagers. Ze deed een beroep op noodweer, subsidiair noodweerexces.

## Rechtsvraag
Kan de vrouw een geslaagd beroep op noodweer dan wel noodweer‐exces doen, gelet op het feit dat zij een illegaal pistool bezat? (Ja)

## Procesgang
Verdachte werd (1) doodslag, (2) poging tot doodslag en (3) verboden vuurwapenbezit ten laste gelegd. Wat betreft punt (1) en (2): Het beroep op noodweer werd door de rechtbank verworpen. Een beroep op noodweerexces werd door het hof gehonoreerd met ontslag van alle rechtsvervolging. Het cassatieberoep van het Openbaar Ministerie werd verworpen. Voor punt (3) verboden vuurwapenbezit is verdachte door de rechtbank en in hoger beroep door het hof opnieuw veroordeeld. Dit punt kwam in cassatie niet meer aan de orde. Uiteindelijk is verdachte alleen veroordeeld voor een verboden vuurwapen.

### Hof
Het beroep op noodweer heeft het hof tweemaal van de hand gewezen, het beroep op noodweerexces werd wel gehonoreerd. Het hof overwoog (r.o. 5.2 en 6.1):

[(1)] Verdachte heeft echter de grenzen van de noodzakelijke zelfverdediging overschreden door R. met het vuurwapen in de borst te schieten. Gezien haar ervaring met vuurwapens en de geringe afstand (...) moest zij in staat zijn geweest hem te raken in minder vitale delen van zijn lichaam.
Wel acht het hof aannemelijk dat het schieten (...) het onmiddellijk gevolg is geweest van haar hevige gemoedsbeweging door de onderhavige overval veroorzaakt, (...)
[(2) Uit de omstandigheden...] heeft verdachte mogen opmaken dat er eveneens onmiddellijk dreigend gevaar bestond dat G. haar lijf zou aanranden. Ook toen heeft verdachte de grenzen van de noodzakelijke zelfverdediging overschreden, door G. in de rechterlong te schieten, doch ook dit schieten was kennelijk een gevolg van een hevige gemoedsbeweging (...).
Hieruit volgt dat het beroep op noodweer faalt maar het beroep op noodweerexces opgaat. (...)
[6.1 onder c] dat mitsdien het beroep op noodweer[-exces] opgaat en de verdachte dus niet strafbaar is, waaraan de onwettigheid van het wapenbezit van verdachte niet afdoet.

### Hoge Raad
Ook de Hoge Raad ziet in de onwettigheid van het wapenbezit geen belemmering voor een beroep op noodweer of noodweerexces. De Hoge Raad overwoog:

(...) heeft het Hof geen blijk gegeven van een verkeerde opvatting omtrent het bepaalde in art. 41 Sr door te oordelen als in 6.1 onder c weergegeven.